# Thoracobombus
Thoracobombus — подрод рода шмелей.

## Экология
Обитают на открытых полях, горных луговинах, полупустынях и в тропических горах и в низменных лесах с пониженной температурой. К этому подроду относится только один вид шмелей, который обитает в низменностях влажных тропических лесов.
Это шмели со средним или длинным язычком для посещения глубоких или средней глубины цветков растений.

## Систематика
- Bombus anachoreta
- Bombus armeniacus
- Bombus atratus
- Bombus atripes
- Bombus bellicosus
- Bombus brasiliensis
- Bombus brevivillus
- Bombus dahlbomii
- Bombus deuteronymus
- Bombus digressus
- Bombus diligens
- Bombus excellens
- Bombus exil
- Bombus fervidus
  - Bombus fervidus californicus
- Bombus filchnerae
- Bombus hedini
- Bombus honshuensis
- Bombus humilis
- Bombus imitator
- Bombus impetuosus
- Bombus inexspectatus
- Bombus laesus
- Bombus medius
- Bombus mesomelas
- Bombus mexicanus
- Bombus mlokosievitzii
- Bombus morio
- Bombus mucidus
- Bombus muscorum
- Bombus opifex
- Bombus opulentus
- Bombus pascuorum
- Bombus pensylvanicus
  - Bombus pensylvanicus sonorus
- Bombus persicus
- Bombus pomorum
- Bombus pseudobaicalensis
- Bombus pullatus
- Bombus remotus
- Bombus rubriventris
- Bombus ruderarius
- Bombus schrencki
- Bombus steindachneri
- Bombus sylvarum
- Bombus transversalis
- Bombus tricornis
- Bombus trinominatus
- Bombus velox
- Bombus veteranus
- Bombus weisi
- Bombus zonatus